# ヴィータウタス・マグヌス大学教育アカデミー

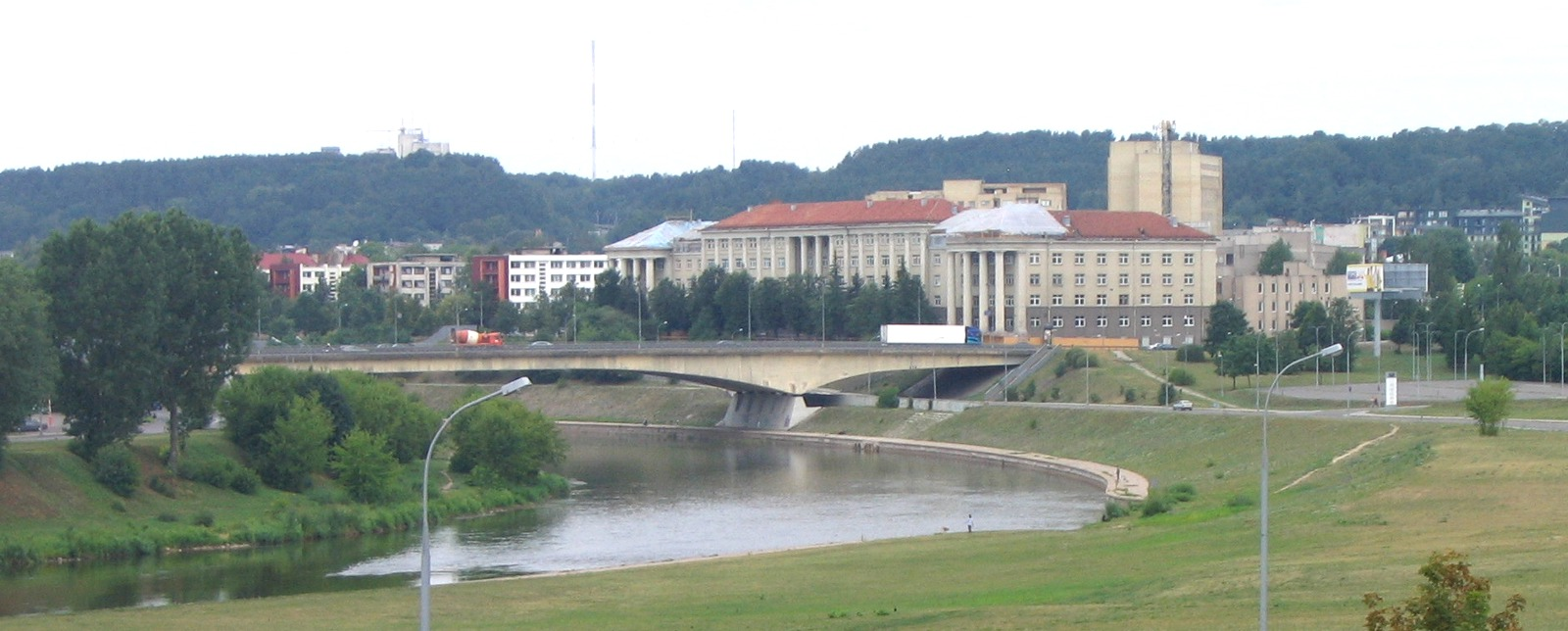
ヴィータウタス・マグヌス大学教育アカデミー

ヴィータウタス・マグヌス大学教育アカデミー（Vytauto Didžiojo universiteto Švietimo akademija、略称: VDU ŠA）は、リトアニアの首都ヴィリニュスにある、教育学を専門とする国立大学。学生数は約11,000人。

## 歴史
1935年、クライペダに共和国教育大学 (Respublikos pedagoginis institutas) が設立された。1939年3月にクライペダがナチスに占領されると、大学はパネヴェジースに移転。その後、それまでポーランドに占領されていたヴィリニュス地域がリトアニアに編入され、1939年秋、大学がヴィリニュスに移転され、ヴィリニュス教育大学 (Vilniaus pedagoginis institutas) に名称変更された。
1940年、ソヴィエト連邦の侵攻、占領により、ソ連の基準によって教員が養成されることとなり、教育大学も再編されるなど影響が及んだ。また、この再編により大学に在籍する学生数は増えることとなった。
リトアニアが独立を回復すると、大学は再び再編され、1992年5月20日、ヴィリニュス教育大学（Vilniaus pedagoginis universitetas、なお日本語訳は同じ）に名称変更された。
2011年、ヴィリニュス教育大学はリトアニア教育大学（リトアニア語: Lietuvos edukologijos universitetas）に改称した。
2019年、ヴィータウタス・マグヌス大学に吸収され、ヴィータウタス・マグヌス大学教育アカデミーとなった。

## 組織

### 学部
- 物理工学部 (Fizikos ir technologijos fakultetas)
- 自然科学部 (Gamtos mokslų fakultetas)
- 歴史学部 (Istorijos fakultetas)
- リトアニア研究学部 (Lituanistikos fakultetas)
- 数理情報科学部 (Matematikos ir informatikos fakultetas)
- 教育心理学部 (Pedagogikos ir psichologijos fakultetas)
- スラヴ研究学部 (Slavistikos fakultetas)
- 社会科学部 (Socialinių mokslų fakultetas)
- 運動健康学部 (Sporto ir sveikatos fakultetas)
- 外国語学部 (Užsienio kalbų fakultetas)

### 研究所
- 文化芸術教育学研究所 (Kultūros ir meno edukologijos institutas)
- 社会交流研究所 (Socialinės komunikacijos institutas)

### その他の施設
- 図書館
- S・ダウカンタス中学校